# 同窓会 〜Playmates〜
『同窓会 〜Playmates〜』（どうそうかい 〜Playmates〜、原題：Final Examination）は、2003年発売のアメリカのエロティック・ホラースリラー映画。
フレッド・オーレン・レイがエド・レイモンド名義で監督を務め、カリ・ウーラーや、ブレント・ハフ、デビー・ロションらが出演した。

## キャスト
- Julie Seska - カリ・ウーラー
- Shane Newman - ブレント・ハフ（英語版）
- テイラー・キャメロン - デビー・ロション（英語版）
- クリステン・ニール - エイミー・リンジー（英語版）
- Megan Davidson - Belinda Gavin
- サム・キンケイド - Ted Monte
- Detective James - Jim Valdez
- Ferguson - Richard Gabai
- Detective Marks - Marc Vahanian
- Miss Pratt - Kathy Cullis
- Professor Andrews - Robert Donovan
- Amanda Galvin - Kalau Iwaoka
- Charlie Wilson - Michael Lloyd
- Terri Walker - Kim Maddox
- Drug Dealer - Bill Langlois Monroe
- Derek Simmons - Winton Nicholson
- Rachel Kincaid - Jen Nikolaisen
- Riley - Tom Penny
- Hugh Janus - Jay Richardson
- リタ - Jade Rutane-Babey
- William Culp - Jason Schnuit

## 製作
制作は、Royal Oaks Entertainmentが担当し、フレッド・オーレン・レイが（エド・レイモンド名義で）監督を務めた。本作には、プロデューサーとしてHugh JorganとJames Valdezが参加した。この映画の脚本は、Sean O'BannonとKimberly A. Rayが担当している。

### 撮影
2002年の夏に、アメリカのハワイ州と、オアフ島ホノルルのハワイカイで撮影された。

### バージョン
フレッド・オーレン・レイによると、成人向けとファミリー向けの2種類のバージョンがあったとのことである。アンドリュー・スティーヴンスは、映画俳優組合の健康保険を維持するために、ファミリー向けのバージョンに出演した。Jay Richardsonは成人向けのバージョンで刑事役を演じた。

## サウンドトラック
作曲は、Thomas Barqueeと、レコード・プロデューサーのSteve Gurevitch、David WurstとEric Wurstの兄弟が担当した。

## 発売
この映画は、2003年1月3日にオリジナルビデオ作品として、カリフォルニア州サンタモニカのArtisan Home Entertainmentによって配給・発売された。